# Kino Agrafka
Kino Agrafka (franc. agrafe: spinka, klamra) – krakowskie kino studyjne znajdujące się przy ul. Krowoderskiej 8, w budynku krakowskiego ogniska polskiej YMCA.

## Historia
Początki obecnej Agrafki sięgają 1959 roku. Wtedy to uruchomiono kino Zuch, które grało głównie seanse szkolne. Pod koniec lat 70. nazwę zmieniono na Szkolne kino Studyjne, a od 1996 kino funkcjonowało jako Paradox. W czerwcu 2009 Centrum Młodzieży został zmuszone do opuszczenia dotychczasowej siedziby zamykając kino. Kilka miesięcy później, we wrześniu, Fundacja Wspierania Kultury Filmowej Cyrk Edison, chcąc kontynuować tradycje tego miejsca, uruchomiła nowe kino – Agrafka.

## Obecnie
Po remoncie klimatyzowana sala główna kina Agrafka ma 109 miejsc w 9 rzędach. Agrafka jest zrzeszona w Sieci Kin Studyjnych i Lokalnych.
6 czerwca 2011 podczas inauguracji 36. Festiwalu Polskich Filmów Fabularnych w Gdyni kino Agrafka zostało uhonorowane nagrodą Polskiego Instytutu Sztuki Filmowej dla najlepszego kina w Polsce za upowszechnianie polskiej kultury filmowej w 2010.
Od 1 stycznia 2012 kino Agrafka zostało przyjęte do sieci wspierającej kino europejskie Europa Cinemas. 31 sierpnia 2012 w kinie zainstalowano projektor cyfrowy 2K, którego zakup współfinansowany był przez PISF. Tym samym Agrafka znalazła się w Sieci Polskich Kin Cyfrowych.